# Yefren
Yefren (en berbère : ⵢⴼⵔⴰⵏ Ifran, en arabe : يفرن Yefren), aussi transcrit Jefren,Yafran, Yafren, Yifran, Yifrin ou Ifrane) est une ville du nord-ouest de la Libye située dans le massif de Nefoussa et appartenant au district de Al Djabal al Gharbi à environ 120 km au sud-ouest de la capitale Tripoli. Les habitants parlent le berbère Nafoussi. 
Avant la réorganisation des districts de 2007, la ville a été la capitale administrative du district de Yafran. La ville est peuplée par la tribu berbère des Banou Ifren. Comme pour l'ensemble des villes berbères du Nefoussa, ses habitants se rallient très tôt à la révolte libyenne de 2011. La ville est une première fois libérée le 6 avril 2011 à l'aide des habitants voisins des villes de Nalut et Zintan, puis assiégée et bombardée par les troupes pro-Khadafi jusqu'à début juin, date à laquelle les rebelles brisent le siège.

## Sources et références
- (en) Cet article est partiellement ou en totalité issu de l’article de Wikipédia en anglais intitulé « Yafran » (voir la liste des auteurs).